# Główczyce (Poméranie)
Pour les articles homonymes, voir Główczyce.
Główczyce est une localité polonaise, siège de la gmina rurale de Główczyce située dans le powiat de Słupsk en voïvodie de Poméranie. Elle se trouve à environ 28 km au nord-est de Słupsk et 87 km à l'ouest de la capitale régionale Gdańsk.

## Géographie

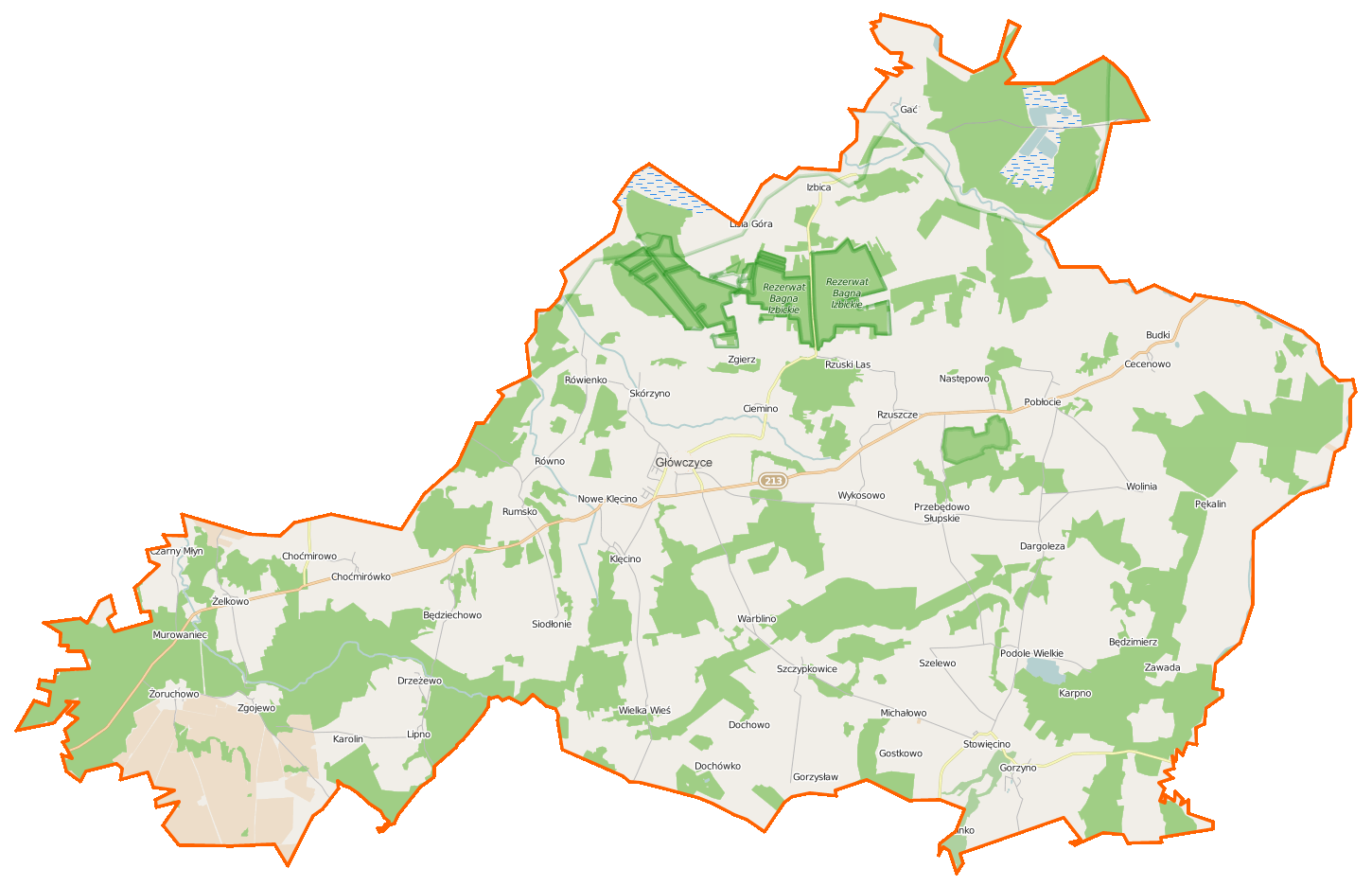
Carte de la gmina de Główczyce.

## Histoire
De 1648 à 1945, Glowitz fait partie de l'arrondissement de Stolp dans le district de Köslin au sein de la province de Poméranie.